# Hoàn Long, Tân Kỳ
Hoàn Long là một xã thuộc huyện Tân Kỳ, tỉnh Nghệ An.
Theo Nghị quyết số 1243/NQ-UBTVQH15 của Uỷ ban thường vụ Quốc hội về việc sắp xếp đơn vị hành chính cấp huyện, cấp xã của tỉnh Nghệ An giai đoạn 2023 - 2025, thành lập xã Hoàn Long trên cơ sở nhập toàn bộ diện tích tự nhiên là 27,64 km2, quy mô dân số là 2.666 người của xã Tân Long và toàn bộ diện tích tự nhiên là 11,30 km2, quy mô dân số là 7.796 người của xã Nghĩa Hoàn. Sau khi thành lập, xã Hoàn Long có diện tích tự nhiên là 38,94 km2 và quy mô dân số là 10.462 người.
Xã Nghĩa Hoàn là một trong nhưng trung tâm kinh tế, xã hội của huyện Tân Kỳ. Nằm trên trục đường tỉnh lộ 545 là cầu nối cho các huyện miền núi phía tây. Xã Nghĩa Hoàn gồm 14 xóm (Vĩnh Tân, Mai Tân, Đồng Tâm, Đồng Tiến, Xuân Sơn, Lâm Xuân, Tiến Thành, THắm, Cừa, Việt Thắng, Thuận Yên, Thuận Hòa, Yên Phúc, Hạnh Phong), với 3 dân tộc sinh sông là: Kinh, Thái, Thổ.
Về kinh tế của xã chủ yếu sống bằng nông nghiệp, đặc biệt tại địa bàn xã đã xây dựng và cũng đã được ủy ban nhân dân tỉnh Nghệ An công nhận là "Làng Nghề Tiểu Thủ Công nghiệp" chuyên sản xuất gạch ngói các loại, đem lại nguồn thu lớn cho ngân sách xã nhà. Đời sống của bà con nơi đây cũng đã được cả thiện lên rất nhiều, công tác chăm lo giáo dục thế hệ trẻ cũng được chú trọng.